# アキヤマコウタロー
アキヤマ コウタロー は、日本の男性声優。東京都出身。STAR FLASH所属。

## 経歴
2019年からSTAR FLASHへ所属。

## 人物
- 趣味・特技として、歌、散歩、お酒、接客、カクテル作りを挙げている。

## 出演

### 吹き替え
- ザ・パラサイト 寄生する獣

### 舞台
- 夫婦レコード
- 結婚契約破棄宣言
- ♯秘密基地の桜
- 遭難

### ラジオ
- FRIENDSRING2（エフエム那覇）